# Xenochalepus cyanura
Xenochalepus cyanura es una especie de insecto coleóptero de la familia Chrysomelidae.
Fue descrita científicamente en 1971 por Blake.